# パ＝ド＝カレー県
パ＝ド＝カレー県（パ＝ド＝カレーけん、Pas-de-Calais）は、フランスのオー＝ド＝フランス地域圏の県。パ＝ド＝カレーとは、フランスとイギリスの間に広がるドーバー海峡（フランス側の呼称はカレー海峡、すなわちパ＝ド＝カレー）に由来している。
県は国内有数の、人口の多い県の一つである。

## 歴史
パ＝ド＝カレーは、フランス革命中の1790年3月4日に新設された83県のうちの1つである。県を創設するにあたって、革命政権はアミアン（ブローニュ周辺とポンチューの一部を含む）と、100年早く南ネーデルラントから奪還したアルトワ、カレー周辺を1つにまとめた。
1815年6月にワーテルローの戦いで第七次対仏大同盟が勝利すると、イギリス軍が県を1818年11月まで占領していた。

### 第一次世界大戦
世界大戦は県にとって特に困難となった。当時およそ100万人が暮らしていたのである。男たちは大部分が徴兵されるか、鉱山で働くかしなければならなかった。人口の一部が逃げるように減った。1918年、『難民の会』や『難民労働組合』は最も影響を受けた土地か、非占領区域に存在し、しばしばベルギー人やフランス人が参加した（ル・ポルテル、ベルク・プラージュなど）。ブローニュ＝シュル＝メールではŒuvre du placement gratuit des réfugiésが設置された。カレーではパ＝ド＝カレー難民委員会（comité des réfugiés du Pas-de-Calais）が、ベルギー公式難民救済委員会と共存していた。赤十字や数多くの慈善団体が支援を行った。
その間（1818年春）、解放地域における復旧サービス（service de reconstitution des régions libérées）が、住民の帰還や物資の保護、敵に降伏した人々へのサービスを準備しようとした。交通手段を必要とする機器や消耗品、家具を送る必要があったが、困難であった。
休戦協定が署名された時、おそらく県は最も荒廃した県だった。ランスを含むいくつかのコミューンはそぎ落とされたようになり、鉱石置き場と隣接する定住地は荒廃した。鉱区の最西端はドイツ軍の占領から逃れた。

## 地理
ノール県とソンム県に接する。およそ100kmの海岸線であるコート・オパールはイギリス海峡と北海との境界であり、イギリスのケント州と向かい合っている。この海岸線はフランスで最も豊かなものの1つである。
パ＝ド＝カレーの気候は海洋性気候である。温度範囲が狭く、冬は穏やかで、夏は潮風と定期的な降雨によってやわらげられている。比較的大きな、対照的な気候の違いがある。海洋性気候の特徴が内陸より沿岸部のほうが強い。土地の起伏は降雨で平らにされている。年間平均気温は、県全体で約10℃である。

## 経済
鉱業と繊維産業は県の2大産業であった。しかし今は2つとも停滞している。観光は、特に沿岸部で重要である。カレー港は対岸のドーヴァー港と対峙しており、世界初の旅客港に数えられる。一方、ブローニュ＝シュル＝メール港はフランス有数の漁港である。20世紀末まで、イギリスとの旅客輸送の重要港であった。
日本のブリヂストンが進出し、1961年からベチューン工場でタイヤの生産を行ってきた。2020年、ブリヂストンは生産拠点の再編を進める中でベチューン工場を閉鎖することを決定。地域はもとより経済相まで非難に加わるなど軋轢を招いた。

## 人口統計
| 1801年    | 1831年    | 1841年    | 1851年    | 1856年    | 1861年    | 1866年    |
| --------- | --------- | --------- | --------- | --------- | --------- | --------- |
| 534.416   | 655.215   | 685.021   | 692.994   | 712.846   | 724.338   | 749.777   |
| 1872年    | 1876年    | 1881年    | 1886年    | 1891年    | 1896年    | 1901年    |
| 761.158   | 793.140   | 819.022   | 853.526   | 874.364   | 906.249   | 955.391   |
| 1906年    | 1911年    | 1921年    | 1926年    | 1931年    | 1936年    | 1946年    |
| 1.012.466 | 1.068.155 | 989.967   | 1.171.912 | 1.205.191 | 1.179.467 | 1.168.545 |
| 1954年    | 1962年    | 1968年    | 1975年    | 1982年    | 1990年    | 1999年    |
| 1.276.833 | 1.366.282 | 1.397.159 | 1.402.295 | 1.412.413 | 1.433.203 | 1.441.568 |

## 出身者
- フィリップ・ペタン（ヴィシー政権主席）

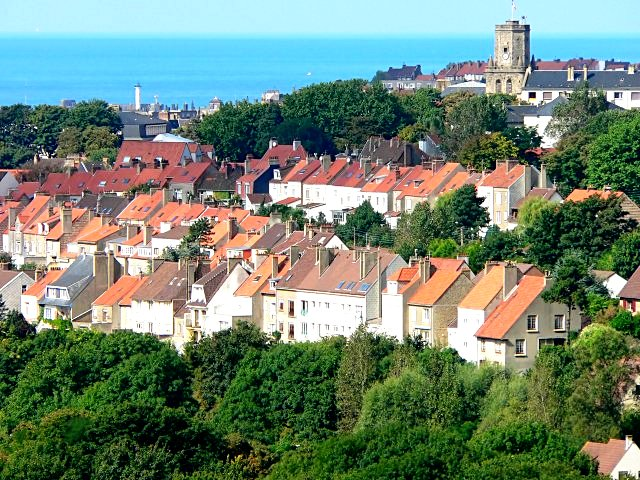
ブローニュ＝シュル＝メール
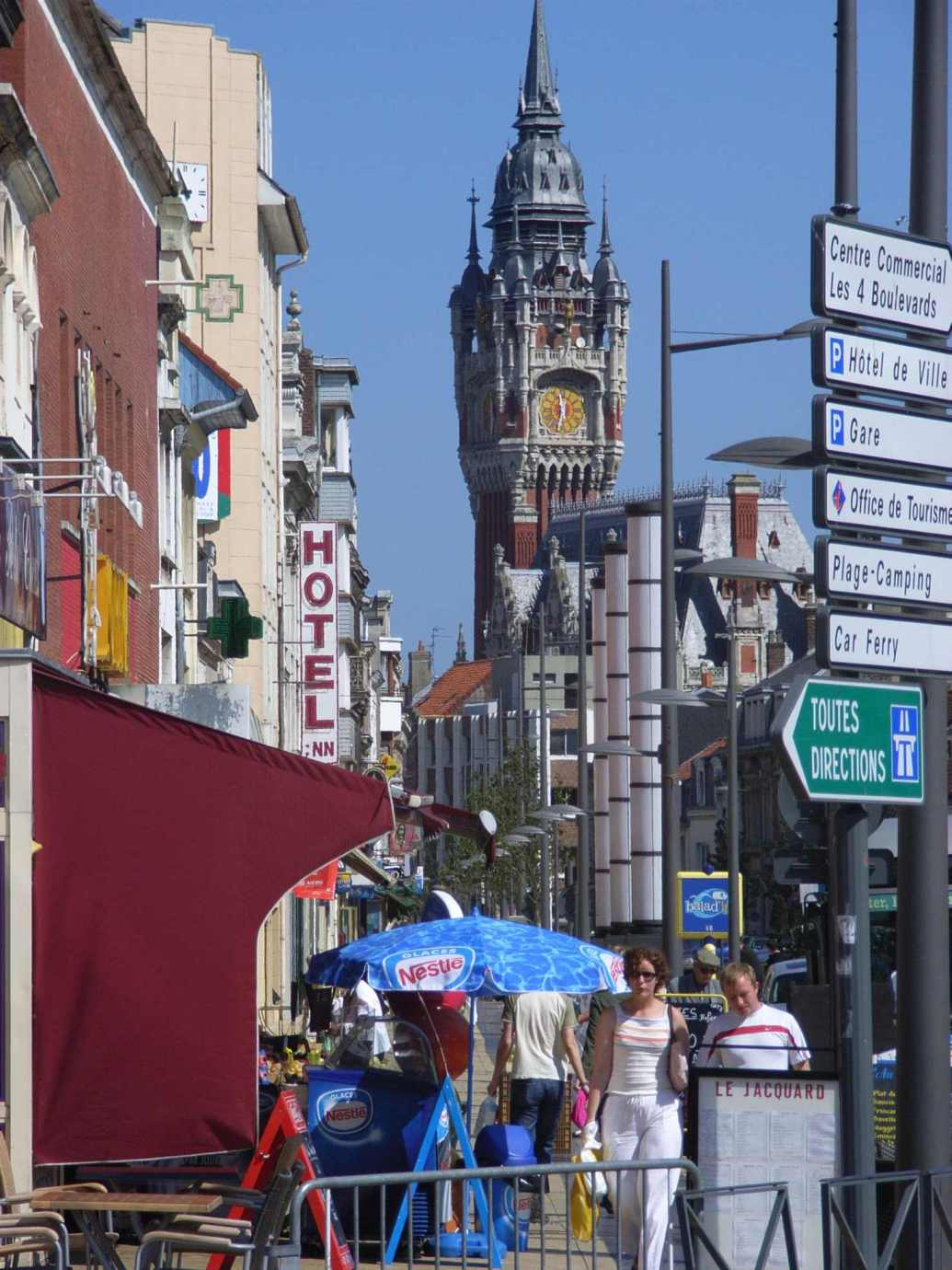
カレー
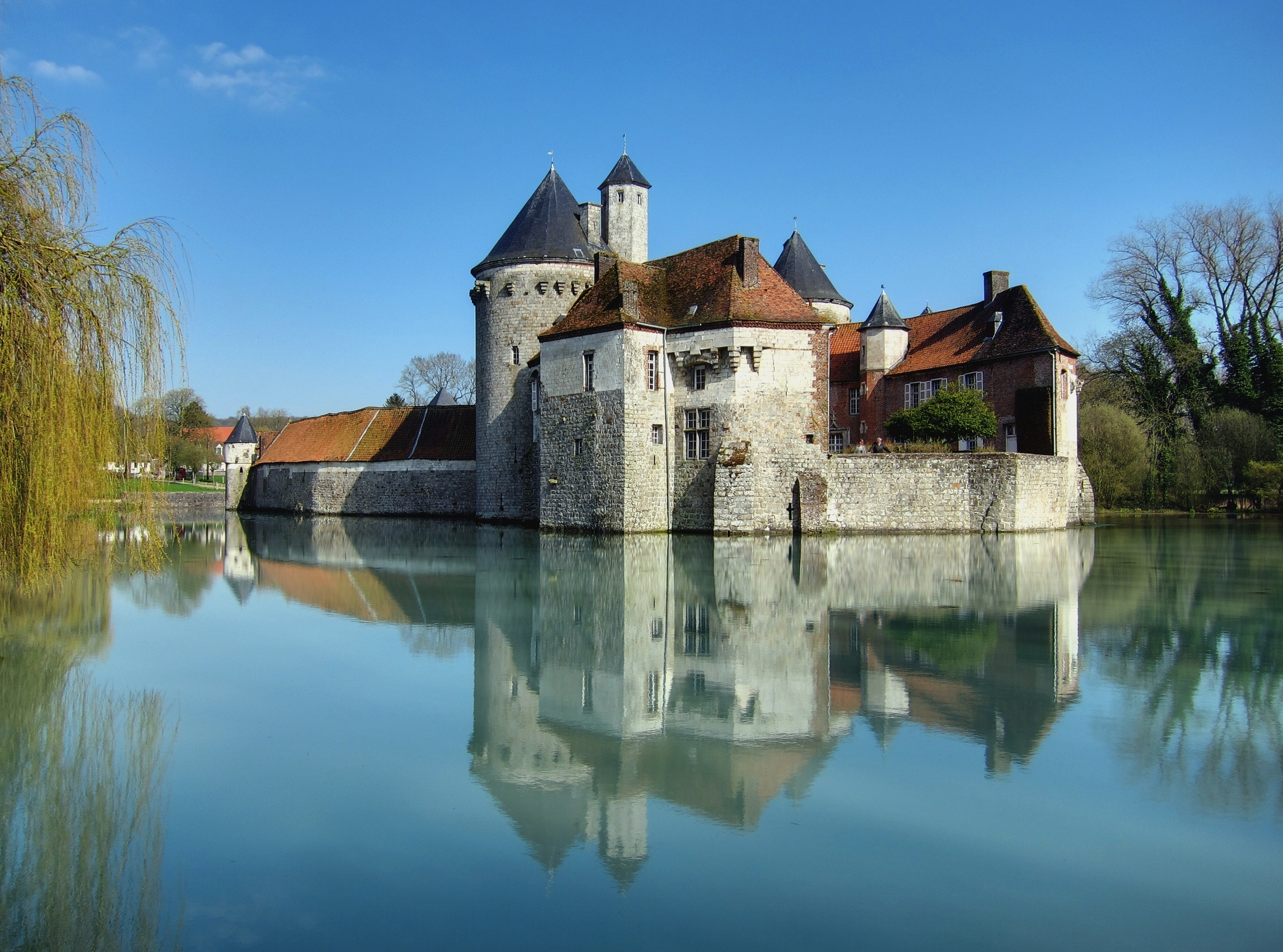
オルアン城
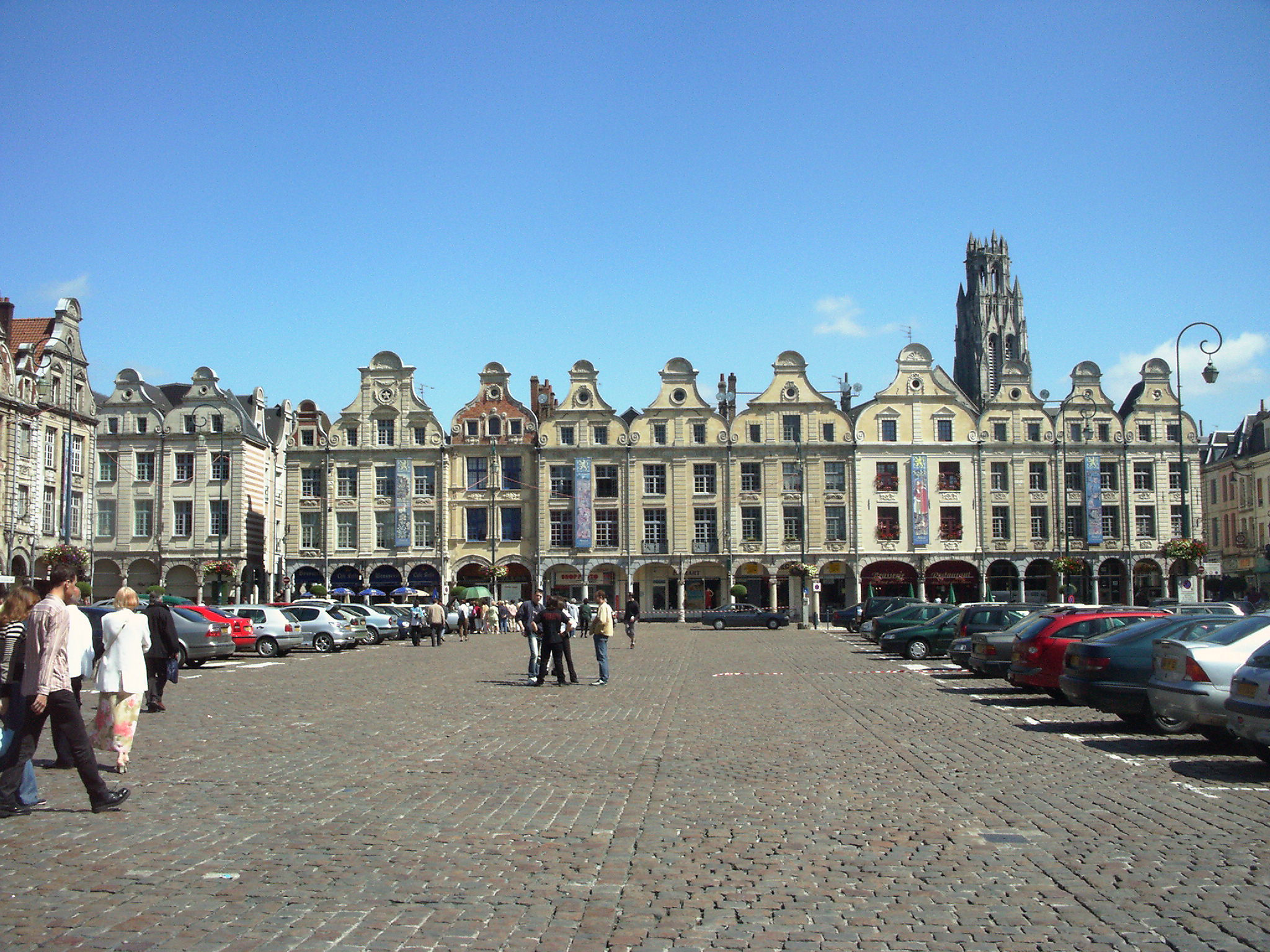
アラス
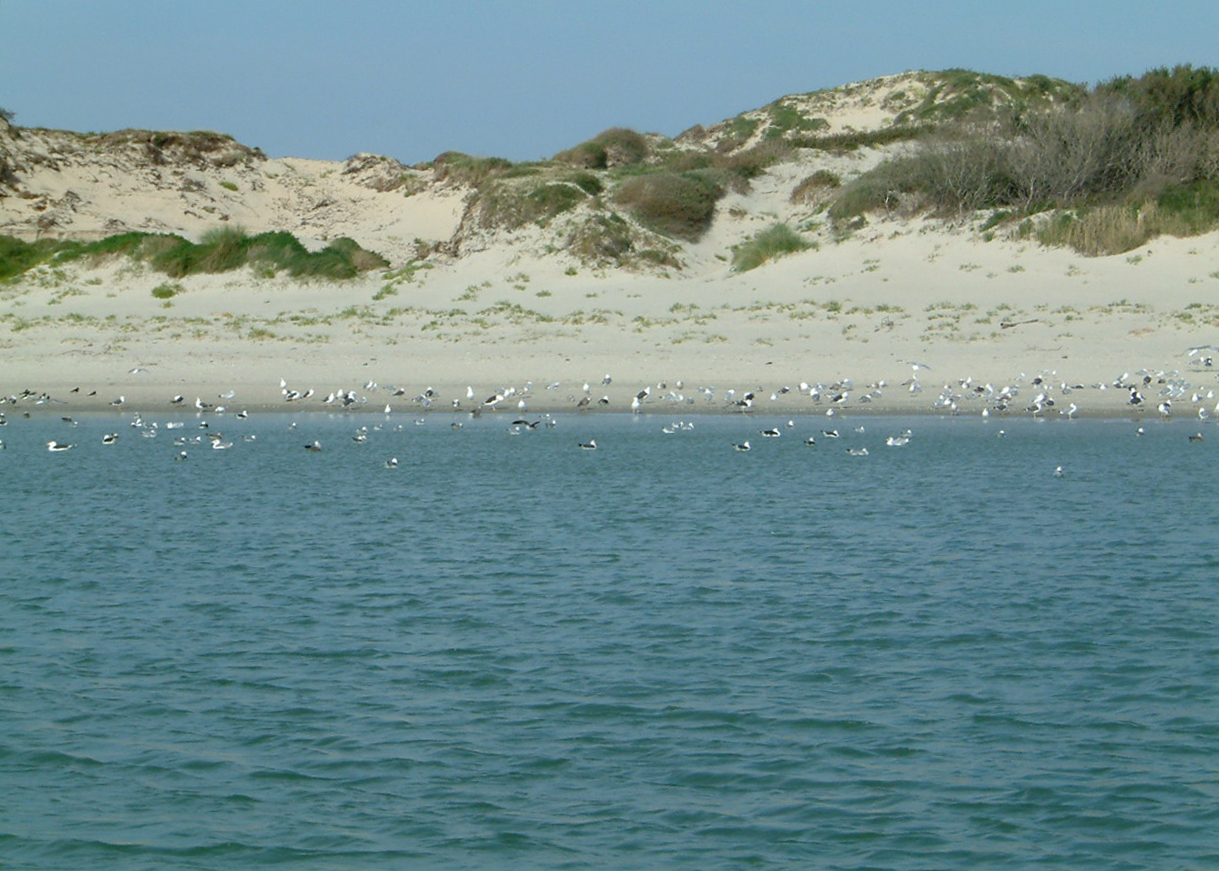
ル・トゥーケ＝パリ＝プラージュの砂丘
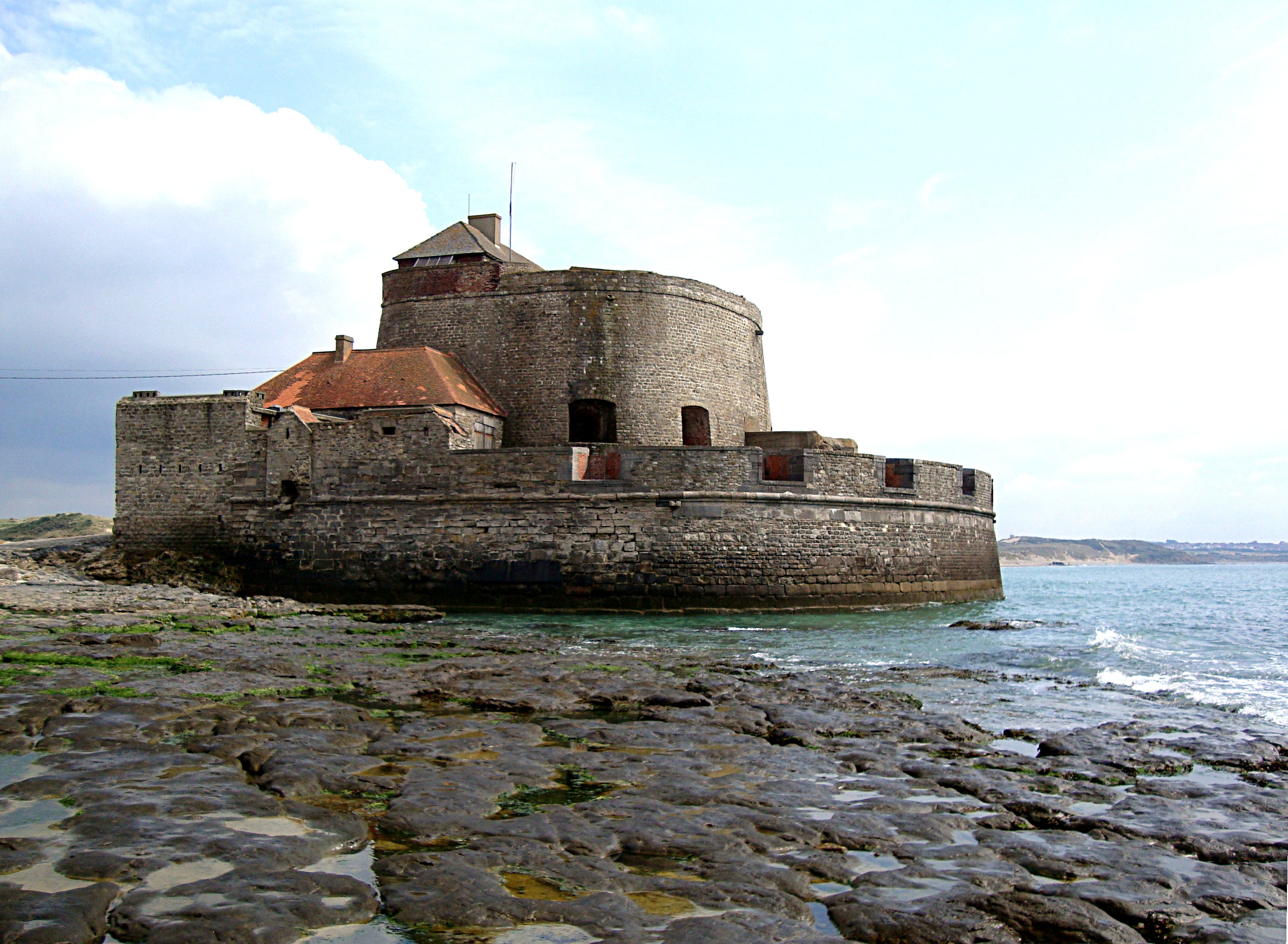
ヴォーバンが建設を指揮したフォール・マオン